# Кардія
40°32′50″ пн. ш. 26°44′27″ сх. д. / 40.54722222° пн. ш. 26.74083333° сх. д.
Кардія (дав.-гр. Καρδία, лат. Cardia) — античне місто, засноване мілетянами та клазоменцями на північно-західному березі Херсонеса Фракійського при Саросській затоці, яке було зруйноване в III столітті до н. е. Лісімахом. З цього міста походили: історик Єронім і один з діадохів — Евмен.

## Географія
Немає відомостей про приблизну дату заснування цієї давньогрецької колонії, оскільки не збереглися письмові джерела, які б повідомляли про це.
У працях давньогрецьких географів в описах даного регіону завжди згадується Кардія. Так, Скілак Каріандський у своїй праці «Періпл населеного моря» згадує цю колонію. А Страбон називає Кардію найбільшим містом на Херсонесі Фракійському.

## Історія
Спочатку територію Кардії стали колонізувати Мілет та Клазомени. Однак заселення стало активнішим при Мільтіаді, оскільки він зміг залучити до цього регіону переселенців з Афін. Геродот згадує, що військо перського царя Ксеркса проходило через Кардію на своєму шляху до Греції.
Кардія була зруйнована Лісімахом, про що повідомляє Павсаній. Він пише, що саме за це Лісімаха так не любить історик Єронім із Кардії.